# 石橋貴俊
石橋 貴俊（いしばし たかとし、1968年9月26日 - ）は、北海道石狩支庁浜益郡浜益村（現:石狩市）出身のプロバスケットボール選手、指導者。身長210cm、体重140kg、ポジションはセンター。選手としては1992年から2007年までプレイし、アトランタ五輪予選の日本A代表に選ばれた。引退後は指導者に転身し、2017年1月より東京八王子ビートレインズの指揮を執る。マネジメントは吉本興業。

## 経歴
浜益村立浜益中学校（現:石狩市立浜益中学校）卒業後、札幌開成高校に進学し、北海学園大学に進学。

### 日本リーグ
北海学園大学を卒業後、日鉱共石（後のジャパンエナジー）に入社、同社のバスケットボール部に入部。1992年には日本リーグ男子1部の新人王を受賞。
1995年にはアトランタ五輪予選の日本A代表に選出。
後、大日本印刷イーグルスへ移籍するが、2000年に廃部したため、クラブチームの富山グラウジーズに加入。

### bjリーグ
2006年度に富山グラウジーズがプロチーム化して、日本初のプロバスケットボールリーグbjリーグに新規参入。ドラフト会議では富山から4巡目、全体で18番目の指名を受けて、引き続き富山に所属。
bjリーグ参入当初はレギュラーだったが、シーズン前にジェロッド・ワードが加入し出場機会が減少。しかし、bjリーグの日本人ビッグマンで、富山グラウジーズ屈指の人気選手の一人であった。
朱鷺メッセには、深い思い入れがあるという。当時JBLスーパーリーグに所属していた新潟アルビレックスBBの試合を堀川竜一ら当時のチームメートと観戦し、「他のJBLのチームと違い、演出、客の盛り上がり、試合内容どれをとっても僕が夢見た空間」と自身のブログで語っている。
2000年、大日本印刷所属時に『笑っていいとも!』に出演。富山グラウジーズ入団後の2007年2月15日にも、『笑っていいとも!』の「人間プロファイリング ハメ込みナンバーズ」に出演し、ゲスト解答者の辻希美（身長151cm）との身長59cm差の共演を果たす。

### 指導者として
2006-07シーズンをもって現役を引退した後は、バスケットの技術指導を行ったり、キッザニア東京のイベントに参加するなど、バスケットボールの普及活動を中心に行っている。また、2007年11月10日に沖縄テレビで生中継された、琉球ゴールデンキングスVS埼玉ブロンコスの解説を担当し、解説者としての初仕事を行った。また、12月2日には、GAORAで生中継された大阪エヴェッサ対新潟アルビレックスBBの試合の解説も担当した。富山グラウジーズ関係では、育成コーチとして、グラウジーズが主催するイベントに参加したり、公式戦の暫定アリーナDJ（通称MCバシ）としても活躍している。
2008年12月9日、富山グラウジーズヘッドコーチに就任。就任直後にチーム史上初のbjリーグ戦4連勝を達成した。シーズン終了後に退団。
2009年、滋賀レイクスターズアシスタントコーチに就任。2010年よりヘッドコーチに昇格。シーズン中一時期首位に立ったがその後陥落、後半戦に入り5連敗を喫したところで解任された。
2011年オフ、信州ブレイブウォリアーズのコーチに就任。2012年よりヘッドコーチに昇格。
2013年オフ、信州のヘッドコーチを退任し、埼玉ブロンコスのヘッドコーチに就任するも、1シーズンのみで退任。
2014年7月1日付でNBL・和歌山トライアンズPR大使に就任。9月にはアシスタントコーチとしても契約することとなった。シーズン開幕後の11月30日にヘッドコーチに昇格した。
2014-15シーズンをもって和歌山がNBLを退会し、リーグ無所属となった後も、引き続き和歌山のアンバサダーを務める。2016年2月・3日に広島ライトニングのHC代行を務め、3月5日・6日にはライジング福岡のHC代行を務めた。両チームとも前HC退団に伴う応急措置で、石橋は和歌山に籍を残したまま短期契約で両チームの指揮を執った。
2017年1月、石橋は和歌山との契約を終え、東京八王子トレインズのヘッドコーチに就任した。2017-18シーズンにB3リーグ優勝と、入替戦に勝利してB2リーグ昇格を達成した。2018-19シーズン限りでHCを退任し、八王子のアンバサダーに就任した。2020年4月から八王子U15のヘッドコーチに就任。2020-21シーズン途中の4月からシーズン終了まで八王子のヘッドコーチを務めた。7月からU15のヘッドコーチに復帰予定。